# 3696 Herald
3696 Herald eller 1980 OF är en asteroid i huvudbältet som upptäcktes den 17 juli 1980 av den amerikanske astronomen Edward L.G. Bowell vid Anderson Mesa Station. Den är uppkallad efter den australiensiske amatörastronomen David Herald.
Asteroiden har en diameter på ungefär 16 kilometer.